# Luras
Luras là một đô thị ở tỉnh Sassari trong vùng Sardegna, có khoảng cách khoảng 190 km về phía bắc của Cagliari và cách khoảng 25 km về phía tây của Olbia. Tại thời điểm ngày 31 tháng 12 năm 2004, đô thị này có dân số 2.627 người và diện tích là 86,9 km².
Luras giáp các đô thị: Arzachena, Calangianus, Luogosanto, Sant'Antonio di Gallura, Tempio Pausania.